# Episodi di Lucy ed io (prima stagione)
La prima stagione della serie televisiva Lucy ed io, composta da 35 episodi, è stata trasmessa negli Stati Uniti, da CBS, dal 15 ottobre 1951 al 9 giugno 1952.
| nº | Titolo originale                          | Titolo italiano    | Prima TV USA     | Prima TV Italia |
| -- | ----------------------------------------- | ------------------ | ---------------- | --------------- |
| 0  | Pilot                                     |                    | 1951             |                 |
| 1  | The Girls Want to Go to the Nightclub     |                    | 15 ottobre 1951  |                 |
| 2  | Be a Pal                                  |                    | 22 ottobre 1951  |                 |
| 3  | The Diet                                  |                    | 29 ottobre 1951  |                 |
| 4  | Lucy Thinks Ricky Is Trying to Murder Her |                    | 5 novembre 1951  |                 |
| 5  | The Quiz Show                             |                    | 12 novembre 1951 |                 |
| 6  | The Audition                              |                    | 19 novembre 1951 |                 |
| 7  | The Seance                                |                    | 26 novembre 1951 |                 |
| 8  | Men Are Messy                             |                    | 3 dicembre 1951  |                 |
| 9  | The Fur Coat                              | La stola di visone | 10 dicembre 1951 | 12 marzo 1960   |
| 10 | Lucy Is Jealous of Girl Singer            |                    | 17 dicembre 1951 |                 |
| 11 | Drafted                                   |                    | 24 dicembre 1951 |                 |
| 12 | The Adagio                                |                    | 31 dicembre 1951 |                 |
| 13 | The Benefit                               |                    | 7 gennaio 1952   |                 |
| 14 | The Amateur Hour                          |                    | 14 gennaio 1952  |                 |
| 15 | Lucy Plays Cupid                          |                    | 21 gennaio 1952  |                 |
| 16 | Lucy Fakes Illness                        |                    | 28 gennaio 1952  |                 |
| 17 | Lucy Writes a Play                        |                    | 4 febbraio 1952  |                 |
| 18 | Breaking the Lease                        |                    | 11 febbraio 1952 |                 |
| 19 | The Ballet                                |                    | 18 febbraio 1952 |                 |
| 20 | The Young Fans                            |                    | 25 febbraio 1952 |                 |
| 21 | New Neighbors                             |                    | 3 marzo 1952     |                 |
| 22 | Fred and Ethel Fight                      |                    | 10 marzo 1952    |                 |
| 23 | The Mustache                              |                    | 17 marzo 1952    |                 |
| 24 | The Gossip                                |                    | 24 marzo 1952    |                 |
| 25 | Pioneer Women                             |                    | 31 marzo 1952    |                 |
| 26 | The Marriage License                      |                    | 7 aprile 1952    |                 |
| 27 | The Kleptomaniac                          |                    | 14 aprile 1952   |                 |
| 28 | Cuban Pals                                |                    | 21 aprile 1952   |                 |
| 29 | The Freezer                               |                    | 28 aprile 1952   |                 |
| 30 | Lucy Does a TV Commercial                 |                    | 5 maggio 1952    |                 |
| 31 | The Publicity Agent                       |                    | 12 maggio 1952   |                 |
| 32 | Lucy Gets Ricky on the Radio              |                    | 19 maggio 1952   |                 |
| 33 | Lucy's Schedule                           |                    | 26 maggio 1952   |                 |
| 34 | Ricky Thinks He's Going Bald              |                    | 2 giugno 1952    |                 |
| 35 | Ricky Asks for a Raise                    |                    | 9 giugno 1952    |                 |